# Calomys hummelincki
Calomys hummelincki (Каломіс Хумелінка) — вид гризунів з родини Хом'якові (Cricetidae).

## Етимологія
Вид названий на честь доктора нід. Pieter Wagenaar Hummelinck, (1907 — 2003) — голландського натураліста.

## Опис виду
Середня вага тіла дорослої особини: 27 гр.

## Проживання
Країни проживання: Аруба; Бразилія; Колумбія; Кюрасао; Венесуела. Живе при середній річній кількості опадів 1265 мм. У першу чергу цей рослиноїдний і нічний гризун живе в низинах, на піщаних пустищах.

## Поведінка
Вагітність, як вважають, триває менше ніж 25 днів і п'ять дитинчат було зареєстровано як типовий виводок. 

## Загрози та охорона
Основною загрозою є деградація і втрата саванового місця проживання, у тому числі шляхом перетворення на пасовища і плантації сосни та евкаліпта, і від пожеж, викликаних людьми. Зустрічається в кількох охоронних територіях.